# Grzegorz Górny
Pour les articles homonymes, voir Górny.
Grzegorz Górny, né le 30 mars 1969 , est un journaliste et écrivain polonais. Proche des milieux catholiques conservateurs, il a publié plusieurs ouvrages sur les relations judéo-polonaises.

## Biographie
Diplômé de journalisme à l'Université de Varsovie, il travaille au début des années 1990 pour le quotidien Gazeta Wyborcza.
En 1994, avec le sociologue Rafał Smoczyński (pl) il crée le trimestriel Fronda (pl) qu'il dirige pendant 11 ans. De 1995 à 2001, il produit une émission de télévision du même nom.
En juillet 2005, il devient rédacteur en chef de l'hebdomadaire Ozon (pl). Après la disparition de celui-ci, il est vice-président de la société Médias Dei, qui envisage de publier un nouveau magazine du même type qu’Ozon.
Il est l'auteur de la série documentaire Rapport spécial pour Polsat. Il est l'un des auteurs des reportages sur les activités des services de renseignement militaire dans les médias polonais, de la télévision dans les années 1990 dans le magazine télévisé 30 minutes. D'octobre 2007 à 14 avril 2012, il est de nouveau rédacteur en chef de la revue trimestrielle Fronda (pl). En décembre 2012 il est un des chroniqueurs de l'hebdomadaire W Sieci (pl).
En 2013-2014, il est correspondant en Ukraine du journal Życie Warszawy (pl).
Il est marié à Angelika Korszyńska-Górny (chanteuse du groupe musical d'inspiration catholique 2Tm2,3 (pl)), et ils ont cinq enfants.

## Filmographie
- Przebaczamy i prosimy o przebaczenie (Nous pardonnons et demandons le pardon, 2001
- Cywilizacja aborcji (La Civilisation de l'avortement), documentaire, 2003[1] dénonçant le nombre d'avortements dans le monde[2].
- Narkoatak (Narcoattaque), 2004
- Polski islam (L'Islam en Pologne), 2004
- Śmierć na życzenie? (La Mort sur demande ?), 2004
- Boskie oblicze (Les Visages de Dieu), 2006
- Przebaczyć (Pardonner), 2006[3].